# Колпакчи Володимир Якович
Колпакчи́ Володи́мир Я́кович (*7 вересня 1899, Київ — †17 травня 1961, Москва) — радянський воєначальник, генерал армії (1961), Герой Радянського Союзу (1945). Учасник Першої та Другої світових війн, Громадянських війн в Росії та Іспанії. Загинув в авіакатастрофі вертольоту 17 травня 1961 під Москвою.

## Біографія
Колпакчи Володимир Якович народився 7 вересня 1899 року в сім'ї Янкеля Колпакчи, кримчака, який мав право жити в місті Києві, де працював ремісником. Після закінчення Київського міського училища і після смерті батька поїхав з матір'ю до Петрограда. Після закінчення петроградської 9-ї гімназії імператора Петра Великого вступив на юридичний факультет університету Святого Володимира у Києві.
У травні 1916 року був призваний на військову службу в Російську імператорську армію. Зарахований до навчальної команди при штабі 43-го армійського корпусу. Після закінчення навчання зарахований до кінної комендантської команди при штабі 12-го армійського корпусу 12-ї армії Північного фронту, молодший унтерофіцер. У період Лютневої революції 1917 перебував у відпустці через хворобу і брав участь у революційних подіях у складі загону при комісаріаті Петроградської сторони. У Червоній гвардії — з серпня 1917 року. Учасник Жовтневого перевороту в Петрограді та штурму Зимового палацу.

### Громадянська війна в Росії, міжвоєнний період
З липня 1918 року — командир батальйону у 47-му стрілецькому полку 6-ї стрілецької дивізії, на чолі якого брав участь в обороні Петрограда від військ генералів О.Родзянко та М. Юденича. У червні 1919 року закінчив командно-інструкторські курси Петроградського військового округу, призначений командиром Окремого комуністичного батальйону особливого призначення, з яким убув на Південний фронт. З лютого 1920 року — помічник начальника тилу району та 14-ї армії. Брав участь у боях із армією УНР Ю. Тютюнника під Одесою. З вересня 1920 — комендант Пскова. Після початку Кронштадтського повстання на початку 1921 року призначений комендантом Південної групи військ 7-ї армії, на цій посаді брав участь у штурмі Кронштадта, був контужений.
Після завершення Громадянської війни, з квітня 1921 року — помічник комісара 11-ї стрілецької дивізії Петроградського військового округу, згодом помічник коменданта, комендант, з листопада 1921 року — воєнком броньованої групи, з березня 1922 року — помічник воєнкома і воєнком штабу 1-го стрілецького корпусу. З вересня 1922 року — помічник воєнкома, а з липня 1923 року воєнком Петроградського укріпленого району. З жовтня 1923 року служив на Туркестанському фронті на посадах воєнкома 3-ї Туркестанської стрілецької дивізії і воєнкома штабу військ Східно-Бухарської групи. Брав участь у бойових діях проти повстанців Середньої Азії. Із серпня 1924 до вересня 1925 року — воєнком 17-ї Нижегородської стрілецької і 59-ї стрілецької дивізій.
У 1928 році закінчив Військову академію РСЧА імені М. В. Фрунзе. З травня 1929 року служив у Білоруському військовому окрузі — командир 110-го Новозибківського стрілецького полку 37-ї стрілецької дивізії, з 30 квітня 1931 року — начальник штабу 2-ї Білоруської стрілецької дивізії, з червня 1933 року — командир-комісар 8-ї Мінської стрілецької дивізії імені Ф. Е. Дзержинського, з липня 1936 року — заступник начальника штабу округу.
З серпня 1937 до лютого 1938 року Колпакчи брав участь у громадянській війні в Іспанії, будучи військовим радником командира 22-ї іспанської бригади і військовим радником командира 13-ї інтернаціональної бригади. Воював у республіканській армії під Мадридом та Валенсією під псевдонімом «Колів». Був поранений.
У березні 1938 року повернувся до СРСР і був призначений командиром 12-го стрілецького корпусу у Приволзькому військовому окрузі. З грудня 1940 — начальник штабу Харківського військового округу.

### Німецько-радянська війна
На початку німецько-радянської війни генерал-майора Колпакчи призначено начальником штабу 18-ї армії, яка формувалася на базі Харківського військового округу й була передана Південному фронту. Брав участь у прикордонних битвах у Молдові та в Тираспольсько-Мелітопольській оборонній операції. На початку жовтня 1941 року під час Донбаської оборонної операції 18-та армія потрапила до оточення, після загибелі командарма генерал-лейтенанта Смирнова Колпакчи прийняв командування армією і вивів із оточення частину військ зі штабом. Брав участь у Ростовській наступальній операції. З 24 грудня 1941 — начальник штабу, з 17 січня 1942 — помічник командувача військами Брянського фронту по формуванням.
З лютого 1942 року — заступник командувача 4-ї ударної армії Калінінського фронту і одночасно командувач Велізької групи військ. У травні 1942 року призначений командувачем 7-ї резервної армією, на базі якої 10 липня було сформовано 62-ю армію і незабаром включено до складу Сталінградського фронту. До 2 серпня 1942 року командував 62-ою армією в оборонних боях у Великому закруті Дону. У боях поблизу Калача-на-Дону 62-га армія зазнала тяжких втрат, штаб армії втратив зв'язок з військами, що потрапили в оточення. 2 серпня 1942, за наслідками невдалих боїв у великому закруті Дону, Колпакчи було знято з посади командувача 62-ї армії.
З листопада 1942 року — командувач 30-ї армії Західного фронту, що брала участь в операції «Марс». У березні 1943 року війська армії брали участь у Ржевсько-В'яземській стратегічній наступальній операції 1943 року, під час якої 3 березня звільнили Ржев. Хоча в цілому завдання операції виконані не були (9-ту німецьку армію не вдалося розгромити на Ржевському виступі і вона відійшла на заздалегідь підготовлений оборонний рубіж), дії 30-ї армії отримали високу оцінку: вона єдина з усіх армій, що брали участь у цій операції, отримала гвардійське найменування і на підставі директиви Ставки ВГК від 16 квітня 1943 року була перетворена на 10-ту гвардійську армію. Нею генерал Колпакчи командував близько місяця.
14 травня 1943 року його призначили командувачем 63-ї армії Брянського фронту, якою він керував у Курській битві, в Орловській, Брянській, Гомельсько-Речицькій, Оршанській наступальних операціях.
З лютого 1944 року генерал Колпакчи начальник штабу 2-го Білоруського фронту, який провів Поліську наступальну операцію.
З квітня 1944 року і до завершення війни — командувач 69-ї армії 1-го Білоруського фронту. Війська 69-ї армії під командуванням Колпакчи брали участь в Білоруській наступальній операції: діючи в першому ешелоні фронту, 18 липня — 2 серпня 1944 року під час Люблін-Берестейської фронтової операції армія наступала на холмському напрямку, прорвала оборону вермахту, з ходу форсувала річку Західний Буг і у взаємодії з 7-м гвардійським кавалерійським корпусом 22 липня опанувала місто Холм. Наприкінці липня частини армії вийшли на Віслу, одразу форсували її і захопили стратегічно важливий Пулавський плацдарм.
В подальшому командувач 69-ї армії генерал-полковник Колпакчи керував об'єднання у Вісло-Одерській наступальній операції. Армією було прорвано укріплену довготривалу оборону німецьких військ та розгромлено потужне угруповання під містом Радом, захоплено у взаємодії з іншими об'єднаннями міста Радом, Томашів (Томашув-Мазовецьки), Лодзь, Познань (за участю 91-го стрілецького корпусу), Мендзижеч та інші. Пройшовши за три тижні понад 300 км на захід, на початку лютого передові частини армії форсували з ходу Одер.
6 квітня 1945 року генерал-полковнику Колпакчи Володимиру Яковичу присвоєно звання Героя Радянського Союзу.
Надалі війська армії брали активну участь у бойових діях з утримання та розширення Кюстрінського плацдарму та в Берлінській наступальній операції.

### Післявоєнний час
Після війни Володимир Якович Колпакчи командував військами Бакинського військового округу (липень — жовтень 1945). З кінця 1945 року командував 40-ю армією Одеського військового округу. З травня 1946 — заступник командувача військ Далекосхідного військового округу, з липня 1946 по березень 1950 — командувач 1-ї Червонопрапорної окремої армії на Далекому Сході. Закінчив Вищі академічні курси при Вищій військовій академії імені Ворошилова у липні 1951 року. З лютого 1952 року — командувач 6-ї армії у Північному військовому окрузі. З травня 1954 року командував військами Північного військового округу. З січня 1956 року був начальником управління в Головному управлінні бойової підготовки Сухопутних військ, а з серпня 1956 — начальник Головного управління бойової підготовки Сухопутних військ СРСР.
17 травня 1961 року генерал армії Володимир Якович Колпакчи загинув внаслідок авіаційної катастрофи, аварії вертольоту Мі-4, разом з генерал-полковником Переверткіним С. Н.. Обставини загибелі генералів тривалий час замовчувалися і досі невідомі. Похований у Москві на Новодівичому цвинтарі.
З усіх радянських воєначальників Колпакчи Володимир Якович найкоротший час був генералом армії — всього 12 днів.